# Flughafen Yamagata

i7
i11
i13
Der Flughafen Yamagata (japanisch 山形空港 Yamagata Kūkō, IATA-Code: GAJ, ICAO-Code: RJSC) ist ein Regionalflughafen der Stadt Higashine in der japanischen Präfektur Yamagata. Er liegt etwa 20 Kilometer nördlich von der Stadt Yamagata. Der Flughafen Yamagata gilt nach der japanischen Gesetzgebung als Flughafen 2. Klasse.

## Flugplatzmerkmale
Der Flughafen verfügt über verschiedene Navigationshilfen.
Das Drehfunkfeuer (VOR) sendet auf Frequenz: 113,0 MHz mit der Kennung: YTE.
Ein Distance Measuring Equipment (DME) ist vorhanden.
Die Ortsmissweisung beträgt 7° West. (Stand: 2006)

## Zwischenfälle
Laut ASN sind keine Unfälle in der Nähe des Flughafens bekannt.